# Xã Hamilton, Quận Tioga, Pennsylvania
Xã Hamilton (tiếng Anh: Hamilton Township) là một xã thuộc quận Tioga, tiểu bang Pennsylvania, Hoa Kỳ. Năm 2010, dân số của xã này là 499 người.